# 16. Luftarmee
Die 16. Luftarmee (russisch 16-ая воздушная армия) der sowjetischen Luftstreitkräfte war ein Großverband der sowjetischen Armee. Sie wurde während des Zweiten Weltkrieges aufgestellt und war während des Kalten Krieges als Teil der GSSD in der DDR stationiert.

## Geschichte

### Zweiter Weltkrieg
Die 16. Luftarmee wurde am 8. August 1942 auf der Grundlage von Truppenteilen und Verbänden der 8. Luftarmee (220. Jagdfliegerdivision und 228. Schlachtfliegerdivision) aufgestellt. Ende August/Anfang September kamen die 283. Jagdfliegerdivision und die 291. gemischte Fliegerdivision aus der Reserve des Hauptquartiers hinzu. Der Erstbestand belief sich am 4. September auf 152 Flugzeuge der Typen Jak-1, LaGG-3, Il-2 und Pe-2. Bis zum Beginn der ersten Einsätze wurde deren Zahl auf 300 erhöht.
Die ersten Einsätze erfolgten ab dem 4. September 1942. Im Bestand der Stalingrader, der Don-, der Zentral-, der Weißrussischen und schließlich der 1. Weißrussischen Front nahm sie an der Schlacht von Stalingrad (1942/1943), der Schlacht bei Kursk 1943, an der Rückeroberung der Ukraine östlich des Dnepr und Ostweißrusslands, an der Forcierung des Dnepr, der Operation Bagration, der Weichsel-Oder-Operation, der Ostpommern- und der Berliner Operation teil. Bis zum Sommer 1944 hatte sich die Zahl der Flugzeuge im Bezug zum Anfangsbestand verzehnfacht. Im Frühjahr 1945 bestand die 16. Luftarmee aus etwa 28 Fliegerdivisionen und fünf selbstständigen Fliegerregimentern mit insgesamt 3.033 Flugzeugen. Im Einzelnen waren das 1.548 Jagd- und 687 Schlachtflugzeuge, 533 Tag- und 151 Nachtbomber sowie 114 Aufklärer. Befehlshaber waren Generalmajor P. S. Stepanow (August–September 1942) und Generalmajor S. I. Rudenko (Oktober 1942–Mai 1945; im Januar 1943 zum Generalleutnant und im Mai 1945 zum Generaloberst befördert).
- Oberbefehlshaber: Sergei Rudenko
- 1. Gardejagdfliegerkorps:
  - 3. Jagdfliegerdivision
  - 4. Gardejagdfliegerdivision
- 3. Jagdfliegerkorps:
  - 265. Jagdfliegerdivision
  - 278. Jagdfliegerdivision
- 6. Jagdfliegerkorps:
  - 234. Jagdfliegerdivision
  - 273. Jagdfliegerdivision
- 13. Jagdfliegerkorps:
  - 193. Jagdfliegerdivision
  - 283. Jagdfliegerdivision
- 6. Bombenfliegerkorps:
  - 326. Bombenfliegerdivision
  - 339. Bombenfliegerdivision
- 6. Schlachtfliegerkorps:
  - 197. Schlachtfliegerdivision
  - 198. Schlachtfliegerdivision
- 9. Schlachtfliegerkorps:
  - 3. Gardeschlachtfliegerdivision
  - 300. Schlachtfliegerdivision
- 1. Gardejagdfliegerdivision
- 240. Jagdfliegerdivision
- 269. Jagdfliegerdivision
- 287. Jagdfliegerdivision
- 2. Bombenfliegerdivision
- 11. Gardebombenfliegerdivision
- 113. Bombenfliegerdivision
- 183. Bombenfliegerdivision
- 188. Bombenfliegerdivision
- 221. Bombenfliegerdivision
- 9. Gardenachtbombenfliegerdivision
- 242. Nachtbombenfliegerdivision
- 176. Gardejagdfliegerregiment
- 1. Aufklärungsfliegerregiment
- 72. Aufklärungsfliegerregiment
- 93. Aufklärungsfliegerregiment
- 98. Aufklärungsfliegerregiment
- 226. Transportfliegerregiment

Bis Kriegsende wurden etwa 290.000 Einsätze geflogen, bei denen rund 3.700 Panzer und gepanzerte Fahrzeuge, 10.000 Geschütze und Granatwerfer, 40.000 Kraftfahrzeuge und 766 Flugzeuge am Boden zerstört oder stark beschädigt wurden. Bei etwa 6.000 Luftkämpfen wurden 5.175 gegnerische Flugzeuge abgeschossen. 200 Angehörige wurden zu Helden der Sowjetunion ernannt, drei zweimal und ein Pilot – Iwan Koschedub als Angehöriger des 176. Jagdfliegerregiments und erfolgreichster alliierter Jagdflieger – wurde dreifacher Held der Sowjetunion. Ein Drittel der Fliegerregimenter wurde zu Gardeeinheiten ernannt.

### Kalter Krieg

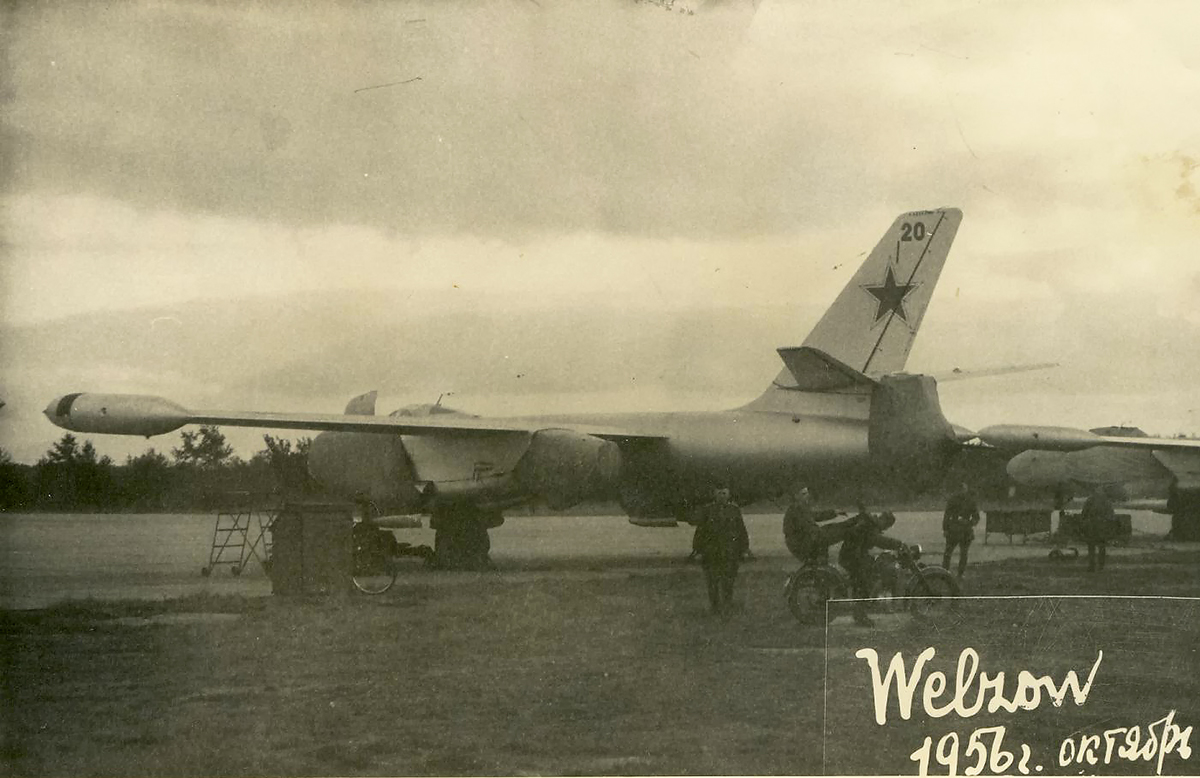
Aufklärer IL-28R der 16. Luftarmee in Welzow (1956)

Die 16. Luftarmee übernahm von der Wehrmacht einige teilweise zerstörte Flugplätze, unter anderem Finow, Wittstock und Werneuchen und richtete sie für ihre Zwecke wieder her, andere wie Groß-Dölln/Templin, Allstedt und Cochstedt waren Neubauten. Ab Ende der 1940er Jahre wurden die Fliegerhorste aufgrund der mehr Platz beanspruchenden Strahlflugzeuge kontinuierlich ausgebaut, unter anderem durch verlängerte Landebahnen. Vom August 1949 bis zum April 1968 trug der Verband die Bezeichnung 24. Luftarmee. Der Tarnname lautete WIMPEL. Die 16. Luftarmee bildete innerhalb der Luftstreitkräfte der Sowjetunion den größten operativen Truppenverband und verfügte über die modernsten Waffensysteme der Sowjetunion. In ihrem Bestand befanden sich beim Zusammenbruch des Warschauer Pakts 842 Flugzeuge und 743 Hubschrauber, die auf 30 Flugplätzen stationiert waren. Die Verbände der 16. Luftarmee wurden nach dem Zusammenbruch der Sowjetunion von 1991 bis 1994 aus Deutschland abgezogen und in die Streitkräfte Russlands, Weißrusslands und der Ukraine integriert oder aufgelöst.

## Verbände der 16. Luftarmee (Stand: Ende 1977)

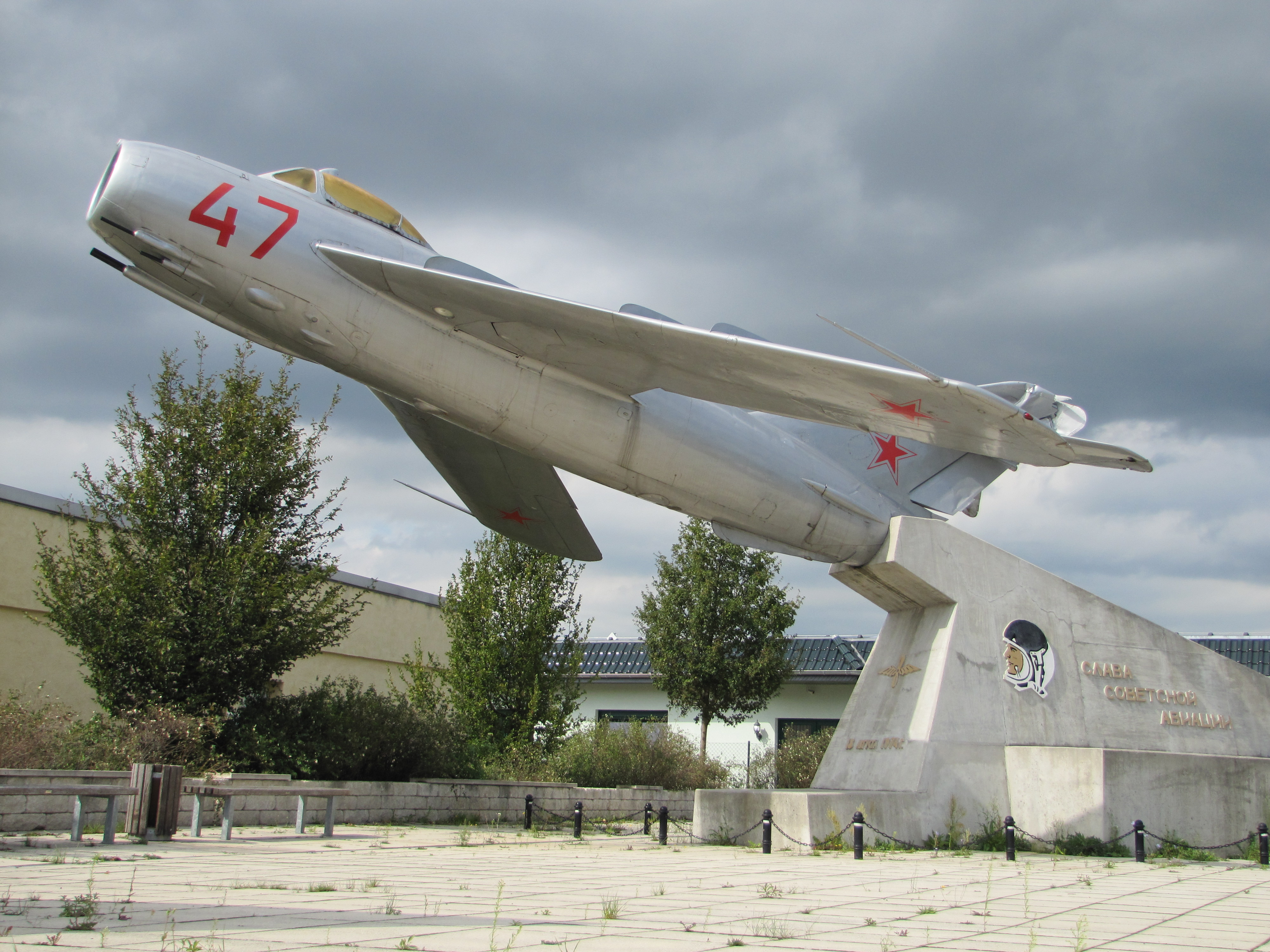
Monument mit MiG-17 und der Aufschrift Ruhm der sowjetischen Luftfahrt auf dem Flugplatz Großenhain

Die 16. Luftarmee war 1977 in der DDR stationiert und war mit Flugzeugen der Typen MiG-21, MiG-23, MiG-25, MiG-27, Su-7 und Su-17 ausgerüstet. Der Stab der Luftarmee befand sich bei Wünsdorf.
Folgende Verbände waren der Luftarmee unterstellt:
(Die Auflistung führt ausschließlich jene Verbände auf, deren Waffensysteme als Träger für Kernwaffenbewaffnung vorgesehen waren. Daher besteht kein Anspruch auf Vollzähligkeit, da Verbände mit Flugzeugen und Hubschraubern mit Transport-, Verbindungs-, Aufklärungs-, Zieldarstellungs- und Funkelektronischen Aufgaben laut Quelle nicht erwähnt wurden)
- 931. Selbständiges Gardeaufklärungsfliegerregiment in direkter Unterstellung bei Werneuchen
- 61. Gardejagdfliegerkorps bei Wittenberg
  - 6. Gardejagdfliegerdivision bei Merseburg
    - 31. Gardejagdfliegerregiment bei Falkenberg
    - 85. Gardejagdfliegerregiment bei Merseburg
    - 296. Jagdfliegerregiment bei Altenburg

  - 126. Jagdfliegerdivision bei Zerbst
    - 35. Jagdfliegerregiment bei Zerbst
    - 73. Gardejagdfliegerregiment bei Köthen
    - 833. Jagdfliegerregiment bei Jüterbog

  - 105. Jagdbombenfliegerdivision bei Großenhain
    - 116. Gardejagdbombenfliegerregiment bei Brand/Briesen (Ortsteil von Halbe)
    - 497. Jagdbombenfliegerregiment bei Großenhain
    - 559. Jagdbombenfliegerregiment bei Finsterwalde

- 71. Gardejagdfliegerkorps bei Wittstock/Dosse
  - 16. Gardejagdfliegerdivision bei Damgarten
    - 33. Jagdfliegerregiment bei Wittstock
    - 773. Jagdfliegerregiment bei Damgarten
    - 787. Jagdfliegerregiment bei Finow

  - 125. Jadbombenfliegerdivision bei Rechlin
    - 19. Gardejagdbombenfliegerregiment bei Lärz
    - 20. Gardejagdbombenfliegerregiment bei Groß Dölln
    - 730. Jagdbombenfliegerregiment bei Neuruppin

## Verbände der 16. Luftarmee (Stand: Ende 1982)

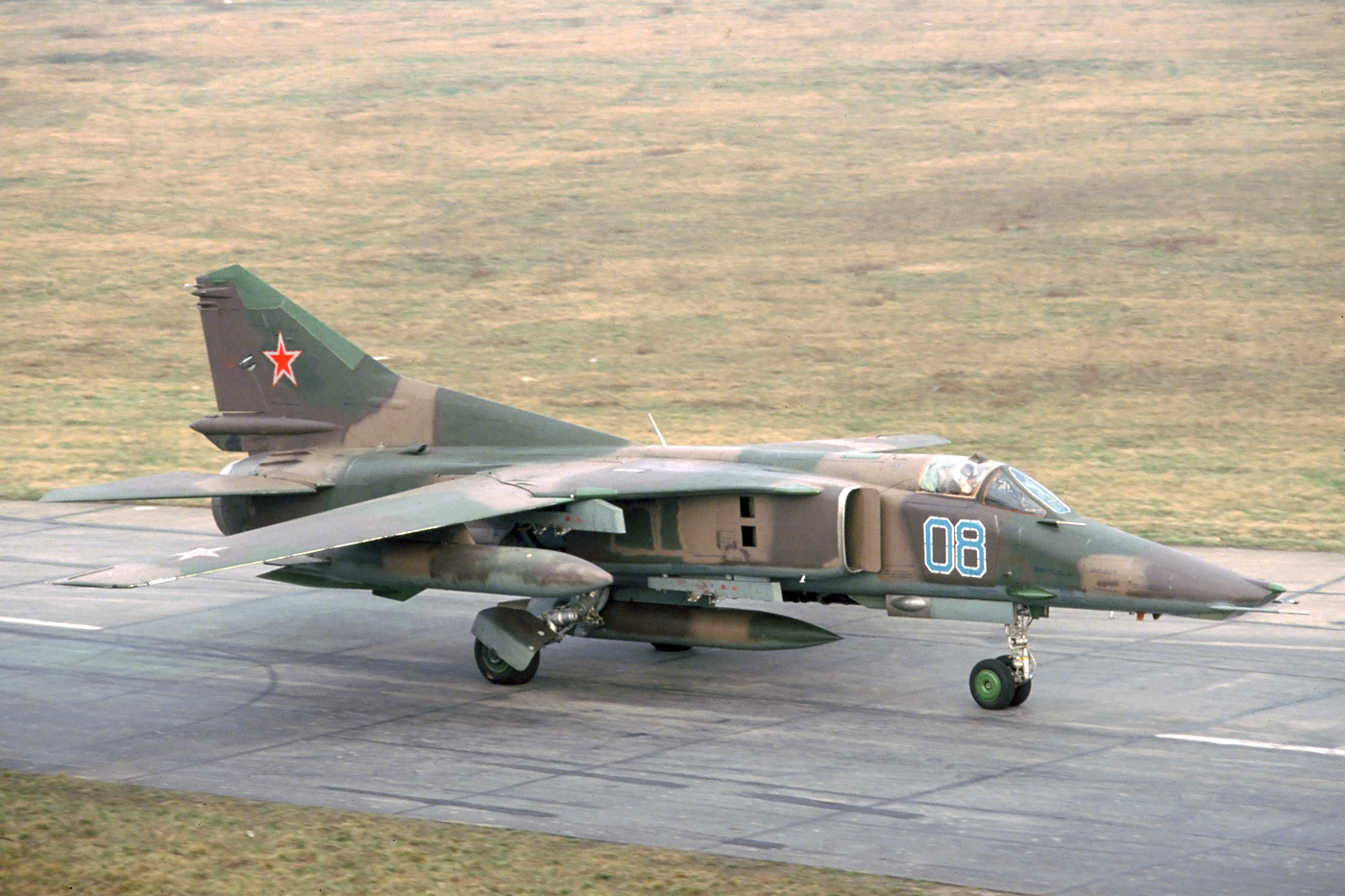
MiG-27K des 559. Jagdbombenfliegerregiments in Finsterwalde

In dieser Aufstellung sind keine Hubschrauberstaffeln und -regimenter der sowjetischen Landstreitkräfte enthalten. Eine Unterscheidung zwischen einzelnen Versionen der aufgeführten Flugzeuge und Hubschrauber wird nicht vorgenommen.
Der Gesamtbestand von 908 Flugzeugen und Hubschraubern setzte sich u. a. aus 411 Jagdflugzeugen, 264 Jagdbomben- und Frontbombenflugzeugen, 117 Aufklärungsflugzeugen und -hubschraubern sowie solche für den Funkelektronischen Kampf und der Führung, 116 Trainingsflugzeugen, 19 Transport- und Verbindungsflugzeugen, 22 Zieldarstellungsflugzeugen sowie einigen Transport- und Verbindungshubschraubern zusammen.
Fliegerverbände mit Jagd- und Jagdbombenflugzeugen verfügten in jedem Regiment über 51 bis 56 Ein- und Doppelsitzer.
Der Großverband mit der Bezeichnung „16. Luftarmee“ firmierte etwa von Anfang bis Ende der achtziger Jahre als „Luftstreitkräfte der Sowjetischen Streitkräfte in Deutschland“ und wird hier aufgrund der Übersichtlichkeit beibehalten.
- 71. Jagdfliegerkorps in Wittstock, bestehend aus:
  - 16. Gardejagdfliegerdivision in Damgarten
    - 33. Jagdfliegerregiment in Wittstock mit MiG-23
    - 773. Jagdfliegerregiment in Damgarten mit MiG-21
    - 787. Jagdfliegerregiment in Finow mit MiG-23 und MiG-25

  - 125. Jagdbombenfliegerdivision in Rechlin
    - 19. Gardejagdbombenfliegerregiment in Lärz mit Mikojan-Gurewitsch MiG-27
    - 20. Gardejagdbombenfliegerregiment in Groß Dölln mit Suchoi Su-17
    - 730. Jagdbombenfliegerregiment in Neuruppin mit Su-17

- Die folgenden drei Fliegerdivisionen waren dem Stab der 16. Luftarmee direkt unterstellt:
  - 6. Gardejagdfliegerdivision in Merseburg
    - 31. Gardejagdfliegerregiment in Falkenberg mit MiG-23
    - 85. Gardejagdfliegerregiment in Merseburg mit MiG-23
    - 296. Jagdbombenfliegerregiment in Altenburg mit MiG-21

  - 126. Jagdfliegerdivision in Zerbst
    - 35. Jagdfliegerregiment in Zerbst
    - 73. Gardejagdfliegerregiment in Köthen mit MiG-23
    - 833. Jagdfliegerregiment in Jüterbog mit MiG-23

  - 105. Jagdbombenfliegerdivision in Großenhain
    - 116. Gardebombenfliegerregiment in Brand mit Su-24
    - 497. Jagdbombenfliegerregiment in Großenhain mit Su-17
    - 559. Jagdbombenfliegerregiment in Finsterwalde mit MiG-27

Folgende Selbstständige Verbände waren dem Stab der Luftarmee direkt unterstellt:
- Aufklärungsfliegerverbände
  - 11. Selbstständiges Aufklärungsfliegerregiment in Neu-Welzow mit Jak-28
  - 39. Selbstständige Aufklärungsfliegerabteilung in Sperenberg mit Il-20
  - 294. Selbstständiges Aufklärungsfliegerregiment in Allstedt mit Su-17
  - 931. Selbstständiges Gardeaufklärungsfliegerregiment in Werneuchen mit MiG-25 und Jak-28
- Transport- und Verbindungsfliegerverbände
  - 226. Selbstständiges Gemischtes Fliegerregiment in Sperenberg mit An-12, An-24, An-26, Tu-134 und Mi-8
- Ausbildungsverbände
  - Selbstständige Zielschleppfliegerstaffel in Damgarten mit Il-28
  - Selbstständige Zielschleppfliegerstaffel in Parchim mit Il-28
- Verbände für den Funkelektronischen Kampf
  - 292. Selbstständige Hubschrauberstaffel in Allstedt mit Mi-8

## Verbände der 16. Luftarmee (Stand: Anfang 1989)

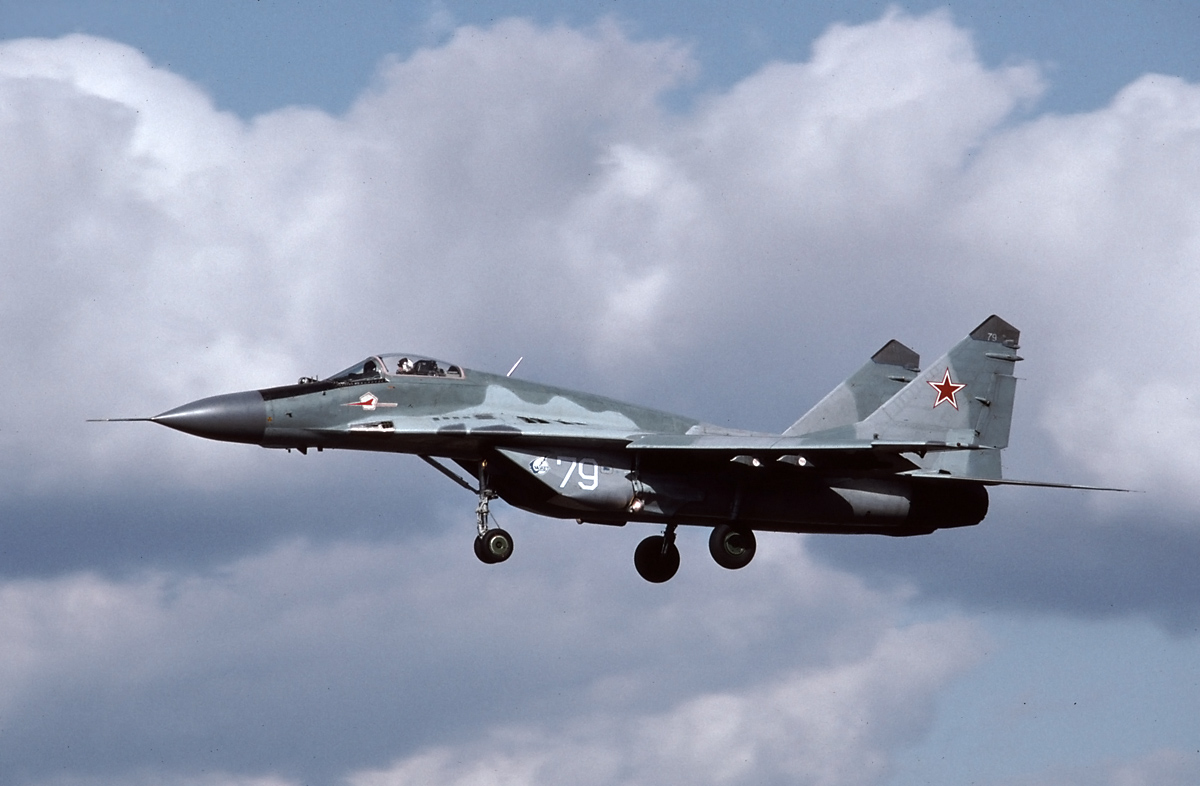
MiG-29 der 16. Luftarmee im Anflug auf den Flugplatz Eberswalde-Finow

Folgende Verbände waren der Luftarmee unterstellt (Die Auflistung beinhaltet auch Verbände die im Rahmen einer Abrüstungsinitiative im Juli 1989 in die Sowjetunion verlegten bzw. bis Ende 1990 aufgelöst wurden. Einzelne Verbände rüsteten noch 1989 von MiG-23 auf MiG-29 um bzw. legten ausgewählte Flugzeugmuster wie MiG-23M/ML/MLD, MiG-25PD/BM, Jak-28PP und Su-24MP still oder zogen diese in die Sowjetunion ab. Doppelsitzige Kampfflugzeugversionen eines Hauptmusters zu Schulungszwecken werden laut Quelle nicht genannt):
- 71. Jagdfliegerkorps in Wittstock (Lage), bestehend aus:
  - 16. Gardejagdfliegerdivision in Damgarten (Lage)
    - 33. Jagdfliegerregiment in Wittstock (Lage) mit MiG-29
    - 773. Jagdfliegerregiment in Damgarten (Lage) mit MiG-23MLD
    - 787. Jagdfliegerregiment in Finow (Lage) mit MiG-23M und MiG-25PD

  - 125. Jagdbombenfliegerdivision in Rechlin
    - 19. Gardejagdbombenfliegerregiment in Lärz (Lage) mit MiG-27K (etwa 1989 Austausch der Flugzeuge mit dem 559. Jagdbombenfliegerregiment in Finsterwalde)
    - 20. Gardejagdbombenfliegerregiment in Groß Dölln (Lage) mit Su-17M-3 (etwa 1990 Austausch der Flugzeuge mit dem 730. Jagdbombenfliegerregiment in Neuruppin)
    - 730. Jagdbombenfliegerregiment in Neuruppin (Lage) mit Su-17M-4 (etwa 1990 Austausch der Flugzeuge mit dem 20. Gardejagdbombenfliegerregiment in Groß Dölln)
- 61. Gardejagdfliegerkorps in Lutherstadt Wittenberg, bestehend aus:
  - 6. Gemischte Gardefliegerdivision in Merseburg (Bestimmung der Division nicht gesichert)
    - 31. Gardejagdfliegerregiment in Falkenberg (Lage) mit MiG-29S
    - 85. Gardejagdfliegerregiment in Merseburg (Lage) mit MiG-29
    - 296. Jagdbombenfliegerregiment in Altenburg (Lage) mit MiG-27D (Juli 1989 nach Großenhain verlegt, stattdessen das 968. Jagdfliegerregiment mit MiG-29 aus Ross (Weißrussland) kommend in Altenburg neu stationiert)

  - 126. Jagdfliegerdivision in Zerbst
    - 35. Jagdfliegerregiment in Zerbst
    - 73. Gardejagdfliegerregiment in Köthen mit MiG-23ML
    - 833. Jagdfliegerregiment in Jüterbog mit MiG-23MLD

  - 105. Gemischte Fliegerdivision in Großenhain (Bestimmung der Division nicht gesichert)
    - 116. Gardebombenfliegerregiment in Brand mit Su-24M (Juli 1989 in die Sowjetunion nach Ross verlegt, stattdessen das 911. Jagdbombenfliegerregiment mit MiG-27K aus Lida (Weißrussland) in der Sowjetunion kommend in Brand neu stationiert)
    - 497. Bombenfliegerregiment in Großenhain mit Su-24 (Juli 1989 in die Sowjetunion nach Lida verlegt, stattdessen das 296. Jagdbombenfliegerregiment mit MiG-27D aus Altenburg kommend in Großenhain neu stationiert)
    - 559. Jagdbombenfliegerregiment in Finsterwalde mit MiG-27D (etwa 1989 Austausch der Flugzeuge mit dem 19. Gardejagdbombenfliegerregiment in Lärz)

Selbstständige Verbände
Folgende Selbstständige Verbände waren dem Stab der Luftarmee direkt unterstellt:
- Aufklärungsfliegerverbände
  - 11. Selbstständiges Aufklärungsfliegerregiment in Neu-Welzow mit Su-24MR und Su-24MP
  - 39. Selbstständige Aufklärungsfliegerabteilung in Sperenberg mit Il-20
  - 294. Selbstständiges Aufklärungsfliegerregiment in Allstedt mit Su-17M-4R
  - 931. Selbstständiges Gardeaufklärungsfliegerregiment in Werneuchen mit MiG-25RB (diverse Unterversionen), MiG-25BM und Jak-28PP
- Fernmeldeverbände[6]
  - 118. Nachrichtenbrigade (Wünsdorf)
  - 119. Nachrichtenbrigade (Leipzig)
  - 132. Nachrichtenbrigade (Treuenbrietzen)
- Schlachtfliegerverbände
  - 357. Selbstständiges Schlachtfliegerregiment in Brandis mit Su-25 und L-39C Albatros
  - 368. Selbstständiges Schlachtfliegerregiment in Tutow mit Su-25 und L-39C Albatros
- Transport- und Verbindungsfliegerverbände
  - 226. Selbstständiges Gemischtes Fliegerregiment in Sperenberg mit An-12, An-24, An-26, Tu-134 und Mi-8
- Ausbildungsverbände
  - 65. Selbstständige Zielschleppfliegerstaffel in Damgarten mit MiG-23M, Su-25BM und L-39C Albatros
- Verbände für den Funkelektronischen Kampf
  - 292. Selbstständige Hubschrauberstaffel in Cochstedt mit Mi-8 (diverse Unterversionen) und Mi-9

Der größte Teil der in der DDR stationierten sowjetischen Hubschrauberkräfte unterstand den Armeefliegerkräften und war somit nicht Bestandteil der 16. Luftarmee.

## Befehlshaber
Zum Befehlshaber der 16. Luftarmee wurden folgende Offiziere berufen:
1. Stepanow, Pawel Stepanowitsch (1942) – Generalleutnant der Flieger (GenLtn der Flieger), zeitweilig mit der Führung beauftragt
2. Rudenko, Sergei Ignatjewitsch (1942–1947) – Generaloberst der Flieger (GenOberst der Flieger)
3. Agalzow, Filipp Alexandrowitsch (1947–1949) – GenLt der Flieger
4. Sabalujew, Wjatscheslaw Michailowitsch (1949–1950) – Generalmajor der Flieger (GenMaj der Flieger)
5. Werschinin, Konstantin Andrejewitsch (1950–1951) – GenLt der Flieger
6. Podgorny, Iwan Dmitrijewitsch (1951–1954) – GenLt der Flieger
7. Loginow, Jewgeni Fjodorowitsch (1954–1956) – GenLt der Flieger
8. Simin, Georgi Wassiljewitsch (1956–1960) – GenLt der Flieger
9. Pstygo, Iwan Iwanowitsch (1960–1967) – GenLt der Flieger
10. Katritsch, Alexei Nikolajewitsch (1967–1973) – GenLt der Flieger
11. Babajew, Alexander Iwanowitsch (1973–1978) – GenLt der Flieger
12. Korotschkin, Wladimir Fjodorowitsch (1978–1983) – GenLt der Flieger
13. Gorjainow, Alexei Semjonowitsch (1983–1987) – GenLt der Flieger
14. Schaposchnikow, Jewgeni Iwanowitsch (1987–1988) – GenLt der Flieger
15. Tarassenko, Anatoli Fjodorowitsch (1988–1993) – GenLt der Flieger
16. Kasatschkin, Boris Iwanowitsch (1993–1998) – GenLt der Flieger
17. Retunski, Waleri Alexandrowitsch (1998–2007) – GenLt der Flieger
18. Belewitsch, Alexander Michailowitsch (2007–2009) – GenMaj der Flieger